# Rezerwat przyrody Kadyński Las

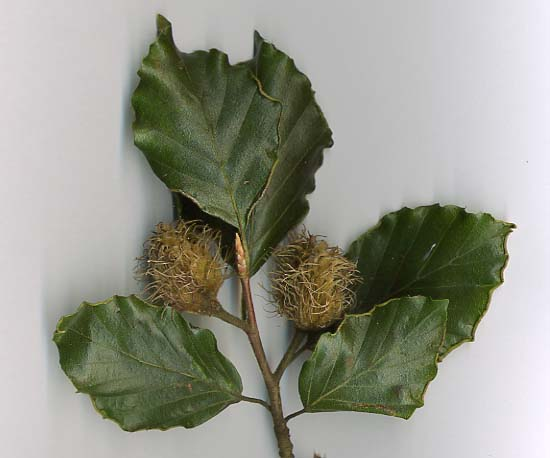
Gałązka buka zwyczajnego (Fagus sylvatica) z owocami.

Rezerwat przyrody Kadyński Las – rezerwat leśny położony w gminie Tolkmicko w województwie warmińsko-mazurskim, na terenie leśnictwa Kadyny (Nadleśnictwo Elbląg). Został powołany Zarządzeniem Ministra Leśnictwa i Przemysłu Drzewnego z 27 października 1972 roku dla „zachowania ze względów naukowych, dydaktycznych i krajobrazowych fragmentu starego lasu bukowego”. Rezerwat zajmuje powierzchnię 8,11 ha (akt powołujący podawał 8,15 ha).
„Kadyński Las” znajduje się na zapleczu zabytkowego zespołu pałacowego w Kadynach. Znajdują się tu wiekowe buki, jesiony, dęby, wiele z nich to pomniki przyrody. W pobliżu rezerwatu przebiega aleja dębowa, w której rośnie m.in. okazały Dąb Bażyńskiego.
Występują tu rzadkie i ciekawe rośliny chronione, m.in.: konwalia majowa, marzanka wonna, kalina koralowa, barwinek pospolity, bluszcz pospolity, gnieźnik leśny, kruszczyk siny i lilia złotogłów.
Rezerwat wchodzi w skład Parku Krajobrazowego Wysoczyzny Elbląskiej.